# Dromone
Il dromone fu un tipo di nave usata nell'antichità nel Mar Mediterraneo. Può essere considerato il tipo di nave di congiunzione nella linea evolutiva che va dalle poliéri di epoca ellenistica e dalle navi romane del II secolo alle galee medievali.

## Storia
Le prime menzioni storiche e letterarie della nave mediterranea chiamata dromone (in gr.: δρόμων, corridore) risalgono al V - VI sec. d.C.:  questa nave è citata nelle Variae dello storico romano Cassiodoro; in un papiro ravennate del V secolo (secondo J. H. Pryor); nel Bellum Vandalicum dallo storico bizantino Procopio da Cesarea. 
Il dromone nacque come imbarcazione leggera e veloce, una monére, caratterizzata principalmente dal passaggio dalla vela quadra a quella latina, dal ponte coperto sopra i banchi di voga e dall'innalzamento del rostro sopra la linea di galleggiamento. I dromoni furono impieganti anche lungo il Po, sappiamo che Teodorico utilizzò molti dromoni nell'assedio di Ravenna e, nel 490, l'esarca romano Smaragdo inviò una flottiglia di dromoni per assediare il re longobardo Autari a Pavia. 
Dal VII al XII sec divenne una grossa imbarcazione di linea, una bireme con 25 banchi di voga per ordine di rematori per parte. Aveva due ordini di rematori: uno sotto e uno sopra il ponte. 
Nell'ordine superiore, nei dromoni maggiori, vogavano due rematori per remo. Quindi in totale poteva avere fino a 150 rematori. 

## Descrizione
Il fondo della nave era appiattito e terminava con una brusca curvatura all'altezza della linea – analoga a quella che nelle galee venete verrà denominata paraschuxula - dove si innalzava la fiancata. Lo scafo era piuttosto tozzo. A prua si protendeva uno sperone, che era posto molto più in alto dei rostri delle navi di epoca ellenistica, quindi in grado di danneggiare i banchi di voga delle navi nemiche. A poppa si trovavano due governali, uno per lato, e una struttura ad 'ali' che si innalzavano lateralmente e più in alto del castello. 
Presentava due castelli, uno a poppa, e uno a prua sul quale era collocata un'arma per lanciare il "fuoco greco", miscela presumibilmente a base di nafta, alcol, nitrato d'ammonio e zolfo, che prendeva fuoco quando veniva a contatto con l'aria o l'acqua.